# Lino Cignelli

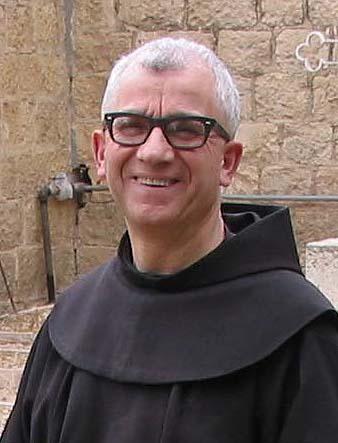
Lino Cignelli

Lino Cignelli OFM (* als Mario Cignelli am 6. Mai 1931 in Lanciano, Italien; † 8. November 2010 in Jerusalem, Israel) war ein italienischer Ordensgeistlicher, Bibelwissenschaftler und Linguist.

## Leben
Cignelli trat am 22. Oktober 1947 der Ordensgemeinschaft der Franziskaner der umbrischen Provinz bei. 1952 legte er Profess ab und studierte Philosophie und Theologie. 1955 empfing er die Priesterweihe. 1961 wurde er am Päpstlichen Orientalischen Institut in Rom mit einer Arbeit über griechische Patrologie promoviert und lehrte anschließend an verschiedenen theologischen Hochschulen, unter anderem von 1961 bis 1969 die Fächer Dogmatik und Patristik am Theologischen Studiencenter der Portiuncula und im Diözesan-Priesterseminar von Umbrien. Er gehörte der Seraphischen Provinz des Heiligen Franz von Assisi an.
1971 wurde er Professor für patristische Exegese und biblisches Griechisch am Studium Biblicum Franciscanum (SBF) in Jerusalem, einer akademischen Einrichtung der Kustodie des Heiligen Landes, deren Sekretär von 1972 bis 1978 und von 1978 bis 1984 Vize-Rektor. Nach seinem Ruhestand 2006 war er geistlicher Leiter des Studium Biblicum Franciscanum, außerdem lehrte und forschte er als Professor Emeritus. Er arbeitete an Monographien, wissenschaftlichen Artikeln und veröffentlichte Arbeiten über die Einleitung in die geistliche Lesung der Bibel.

## Schriften
- Vangelo di S. Giovanni, La Sacra Bibbia Mediolan 1964
- La Mariologia di Giovanni Duns Scoto e il suo influsso nella spiritualità francescana, in: Quaderni di Spiritualità francescana 12/1966 S. 89–126
- Maria Nuova Eva nella Patristica Greca, in: Collectio Assisiensis 3, 1966
- Maria nella famiglia dei poveri, 1969
- Il dono della castità nella scuola ascetica francescana, in Quaderni di Spiritualità francescana 18/1970 S. 105–147
- Il Cristo in S. Bonaventura, in: Bonaventuriana (Studium Biblicum Franciscanum Analecta 9), 1974, 5–68.
- Il prototipo giudeo-cristiano degli apocrifi assunzionisti, in: Studia Hierosolymitana, II 1976, S. 259–277
- Le Saint Joseph des Judéo-Chrétiens, in: Cahiers de Joséphologie 28/1980 S. 197–212
- S. Bernardino teologo e apostolo di Maria, in San Bernardino da Siena nel VI centenario della morte, 1980 S. 45–104
- Studi basiliani sul rapporto 'Padre-Figlio, Studium Biblicum Franciscanum Analecta 15, 1982.
- Le omelie di S. Girolamo su Marco 1, in: Early Christianity in Context. Monuments and Documents, 1993 S. 487–498
- Il ruolo pacifico della presenza francescana in Terra Santa, G. Lauriola, La pace come impegno, 1995 S. 27–246
- Lo Spirito Santo nella teologia giudeo-cristiana, in: Collegamento pro fidelitate 1/1999 S. 26–28
- Sintassi di greco biblico (LXX e NT), Quaderno I.A: Le concordanze, Studium Biblicum Franciscanum Analecta 61, 2003
- La grazia dei Luoghi Santi, 2005.